# Forever the Sickest Kids
Forever The Sickest Kids (frequentemente abreviado como FTSK) é uma banda de pop punk de Dallas, Texas, assinada com a Universal Motown Records Group. Tocaram na Warped Tour 2007 de 16 de julho a 10 de agosto. Na edição 228 de Alternative Press, foi nomeada a banda underground número 1 nas “22 Melhores Bandas Underground (que provavelmente não irão ficar no underground muito tempo)”. Seu primeiro EP, Television Off, Party On, foi lançado em 3 de Julho de 2007. Seu álbum de estreia, Underdog Alma Mater, foi lançado posteriormente em 29 de abril de 2008.

## História

### Formação eUnderdog Alma Mater(2006-2008)
As raízes do FTSK datam de antes da infância dos membros. Marc Stewart (guitarra) e Kyle Burns (bateria) são meio-irmãos. Stewart encontrou Kent Garrison (teclados) no colegial. Quando Garrison foi para a faculdade, encontrou Jonathan Cook (vocal) e Austin Bello (baixo). Durante algum tempo, Caleb Turman e Austin tocaram juntos e chamavam a si próprios de Been Bradley, enquanto todos os outros do FTSK tocavam com o The Flipside. Mais tarde, em 2006, ambos os grupos chegaram a uma criativa fusão, e o Forever The Sickest Kids nasceu.
Enquanto dava uma olhada no PureVolume, Jonathan Cook gastou acidentalmente 350 dólares que a banda não tinha para receber uma colocação na primeira página do site uma música que eles também não tinham. Por essa razão, eles entraram em estúdio e escreveram "Hey Brittany", em seguida gravaram-na com seu produtor Geoff Rockwell em questão de dias. Desde seu primeiro lançamento, "Hey Brittany" foi armazenada em muitas playlists na Internet e ativou uma guerra de lances entre oito selos major. Em 24 de abril de 2007, Universal Motown Records Group saiu vitoriosa, e lançou o EP Television Off, Party On em 3 de julho. Os lançamentos de The Sickest Warped Tour EP e de Hot Party Jamz seguiriam em breve.
O primeiro single da banda, "Whoa Oh! (Me vs. Everyone)" (ft. Selena Gomez), foi lançado em 1º de abril de 2008. Seu álbum de estreia, Underdog Alma Mater logo se seguiria e foi lançado em 29 de abril. A banda apoiou o All Time Low e The Rocket Summer no Alternative Press Tour 2008 de 14 de março a 2 de maio. Tocou com Metro Station, The Cab, Danger Radio e The Maine na sua primeira turnê como uma banda principal, e depois na Vans Warped Tour 2008. Apareceram no Late Night with Conan O'Brien em 12 de junho tocando seu primeiro single "Whoa Oh!". Seu segundo single, "She's a Lady" foi lançado em 14 de julho. A banda foi para Tóquio, tocar no festival anual Summer Sonic, em setembro, liderou uma breve turnê no Reino Unido, juntamente com Cobra Starship, a verdadeira banda principal, e também esteve participando da turnê Sassy Back em outubro e novembro com o Cobra Starship, Hit The Lights e Sing It Loud.

### Underdog Alma Mater Edição de Luxo(2009)
Em junho de 2008, foi anunciado que o álbum de estreia da banda, Underdog Alma Mater, Seria re-lançado em uma  edição de luxo no dia 7 de julho de 2009. Esta nova versão contará com as canções originais, além de 17 faixas inéditas, incluindo demos e canções acústicas.
Em 26 de abril de 2009, os membros da FTSK, We the Kings, E várias outras pessoas ficaram feridas em um incidente com a Polícia da Filadélfia, no Theatre of the Living Arts, Um local de encontro das bandas que tocaram na Bamboozle Road Tour. Travis Clark da We the Kings disse, "Os policiais da Filadélfia começaram a bater em nós por nada!"
A banda também tocou no 2009 Vans Warped Tour de 22 de julho a 23 de agosto.

### The Weekend(2009)
Em 17 de novembro de 2009, eles lançaram o primeiro de três Mini-álbuns (coleção chamada 3P) chamado The Weekend: Friday. O videoclipe da música "What Do You Want From Me" foi postado na página oficial do MySpace e YouTube deles. A canção completa "What Do You Want From Me" foi lançado no Myspace deles em 16 de outubro de 2009. Um videoclipe para a música "She Likes (Bittersweet Love)" foi lançado no dia 29 de março de 2010. Mas música em si ainda está para ser lançada como single.
Em 12 de novembro de 2009, o FTSK lançou O The Weekend: Friday para streaming em sua página oficial do MySpace.
Em 26 de novembro de 2009, realizaram um show de meia hora no Detroit Lions vs. Green Bay Packers, onde tocaram "Dancing in the Street".
As outras duas partes do 3P; The Weekend: Saturday e The Weekend: Sunday, esta com o lançamento previsto para primavera e no verão de 2010. O The Weekend: Saturday esta com todas as canções já escritas gravadas, e esta segunda parte da série The Weekend foi produzido por David Bendeth. Uma canção do The Weekend: Saturday vazou, intitulada "Get Over Yourself".
Os meninos também estarão apoiando  All Time Low, Boys Like Girls, Third Eye Blind, e LMFAO no The Roadshow Bamboozle 2010. Juntamente com vários outros atos de apoio, incluindo 3OH!3, Good Charlotte, Cartel, e Simple Plan.
Eles fizeram uma sequência de shows no Brasil de 6 a 9 de maio, onde passaram por São Paulo, Curitiba, Porto Alegre e Rio de Janeiro. Essa foi a primeira vinda deles ao país
Nessa curta passagem pelo Brasil fizeram amizade com a banda paulista teen pop Cine onde gravaram uma música extra no DVD ao vivo As Cores "Um Lance, Não Um Romance".

### Saída do Caleb
Em março de 2014 Caleb deu uma entrevista onde afirmou que estaria seguindo em frente com seus outros projetos (a banda We Are Called Team), e que não sabe qual será o futuro do FTSK.

## Membros
Integrantes
Jonathan Cook → vocal (2006—presente)
Austin Bello → baixo, vocal (2006—presente)
Kyle Burns → bateria (2006—presente)
Ex-integrantes
Kent Garrison → teclado (2006—2011)
Marc Stewart → guitarra (2006—2011)Caleb Turman → guitarra, vocal (2006—2014)

## Discografia

### Álbuns de estúdio
- 2008 — Underdog Alma Mater
- 2009 — The Weekend: Friday (EP)
- 2011 — Forever the Sickest Kids
- 2013 — J.A.C.K.